# Džamija i medresa Mehmed-paše Kukavice
Džamija i medresa Mehmed-paše Kukavice nalaze se u samom centru Foče, Republika Srpska, Bosna i Hercegovina. Proglašene su nacionalnim spomenikоm Bosne i Hercegovine.

## Lokacija
Džamija i medrese locirane su u Gornjoj čaršiji (Prijekoj čaršiji) i nalaze se u neposrednoj blizini hana Mehmed-paše Kukavice i sahat-kule.

## Istorija
Mehmed-paša Kukavica bio je bosanski valija. Istakao se gradnjom mnogih poznatih objekata. U 18. vijeku grad Foča se više ne širi, a zadužbine (džamija, medresa, česma, karavan-saraj, hamam, tekija, sahat-kula i dućani) Mehmed-paše Kukavice se grade u postojećem gradskom tkivu. Prema tarihu isklesanom u kamenoj ploči, dimenzija 50x50 cm, koja bila je uzidana iznad ulaznih vrata, džamija sagrađena je 1751 — 1752. i bila je posljednja džamija koja je sagrađena u Foči.
Medresa je najmlađa i posljednja medresa u Foči. Dovršena je 1758. godine.
Zgrada džamije je minirana 28. maja 1992. godine.

## Opis
Pripadala je tipološkoj grupi jednoprostornih potkupolnih džamija sa otvorenim spoljnim trijemom. Minaret, šesnaestougaonog presjeka, bio je izgrađen od tesanog kamena.

## Literatura
- Mujezinović, Mehmed, Islamska epigrafika Bosne i Hercegovine, Knjiga II, 3. izdanje, Biblioteka Kulturno naslijeđe, Sarajevo, 1998

## Spoljašnje veze
- Službeni sajt Komisije za zaštitu nacionalnih spomenika Bosne i Hercegovine